# Henri Seignon
Henri Seignon, né le 9 décembre 1899 dans le 11e arrondissement de Paris et mort le 5 décembre 1973 dans le 10e arrondissement de Paris, est un homme politique français.

## Biographie
Il est député du Gabon et du Moyen-Congo à l'Assemblée nationale constituante du 2 juin 1946 au 27 novembre 1946.